# Xung đột Gruzia–Ossetia
Xung đội Gruzia–Ossetia là xung đột chính trị, dân tộc ở vùng tự trị Nam Ossetia tại Gruzia, phát triển vào năm 1989 và đã phát triển thành một cuộc chiến tranh Nam Ossetia 1991-1992. Mặc dù tuyên bố ngừng bắn và rất nhiều nỗ lực hòa bình, xung đột vẫn chưa được giải quyết, và các sự kiện vũ trang nhỏ vẫn kéo dài.
Tháng 8 năm 2008, căng thẳng và xung đột ngoại giao giữa Gruzia và Nam Ossetia nổ ra thành chiến tranh Nam Ossetia 2008.
Cuộc xung đột giữa Georgia và Ossetia có lịch sử ít nhất là từ năm 1918. Sau cuộc Cách mạng Nga, Georgia vẫn thuộc kiểm soát của phe Menshevik, trong khi những người Bolshevik nắm quyền kiểm soát của Nga. Trong tháng 6 năm 1920, một lực lượng Nga bảo trợ Ossetia tấn công quân đội Gruzia và lực lượng Cảnh vệ nhân dân. Gruzia phản ứng mạnh mẽ và đánh thắng những người nổi dậy, với nhiều làng Ossetia thiêu rụi và 20.000 người Ossetia di dời đến Nga Xô Viết. Tám tháng sau đó, Hồng quân thành công trong việc xâm chiếm Gruzia và vào năm 1922, tỉnh tự trị Nam Ossetia được thành lập.